# Francisco de Paula Castro Reynoso
Francisco de Paula Castro Reynoso (* 1968) ist ein mexikanischer Botschafter.

## Leben
Reynoso absolvierte 1996 ein Masterstudium in Diplomatie (Maestría en Estudios Diplomáticos) am Instituto Matías Romero in Mexiko-Stadt. Vom 14. August 2003 bis 31. Mai 2004 war er Geschäftsträger der mexikanischen Botschaft in Ankara, Türkei, welche auch für die Vertretung in Aserbaidschan zuständig war. In der Secretaría de Relaciones Exteriores leitete er die Abteilung multilaterale Verträge, Menschenrechte Bildungs- und Kulturzusammenarbeit.
Nach dem Rücktritt des Botschafters Mariano Palacios Alcocer war Reynoso vom 1. September 2016 bis 30. Juni 2017 Geschäftsträger der mexikanischen Botschaft beim Heiligen Stuhl. Am 3. Dezember 2018 wurde er erneut kurzzeitig für diese Position ausgewählt. Er ist Chef der Kanzlei und Erster Sekretär unter dem seit 2019 amtierenden Botschafter beim Heiligen Stuhl,  Alberto Medrano Barranco Chavarría.